# 골루보브치

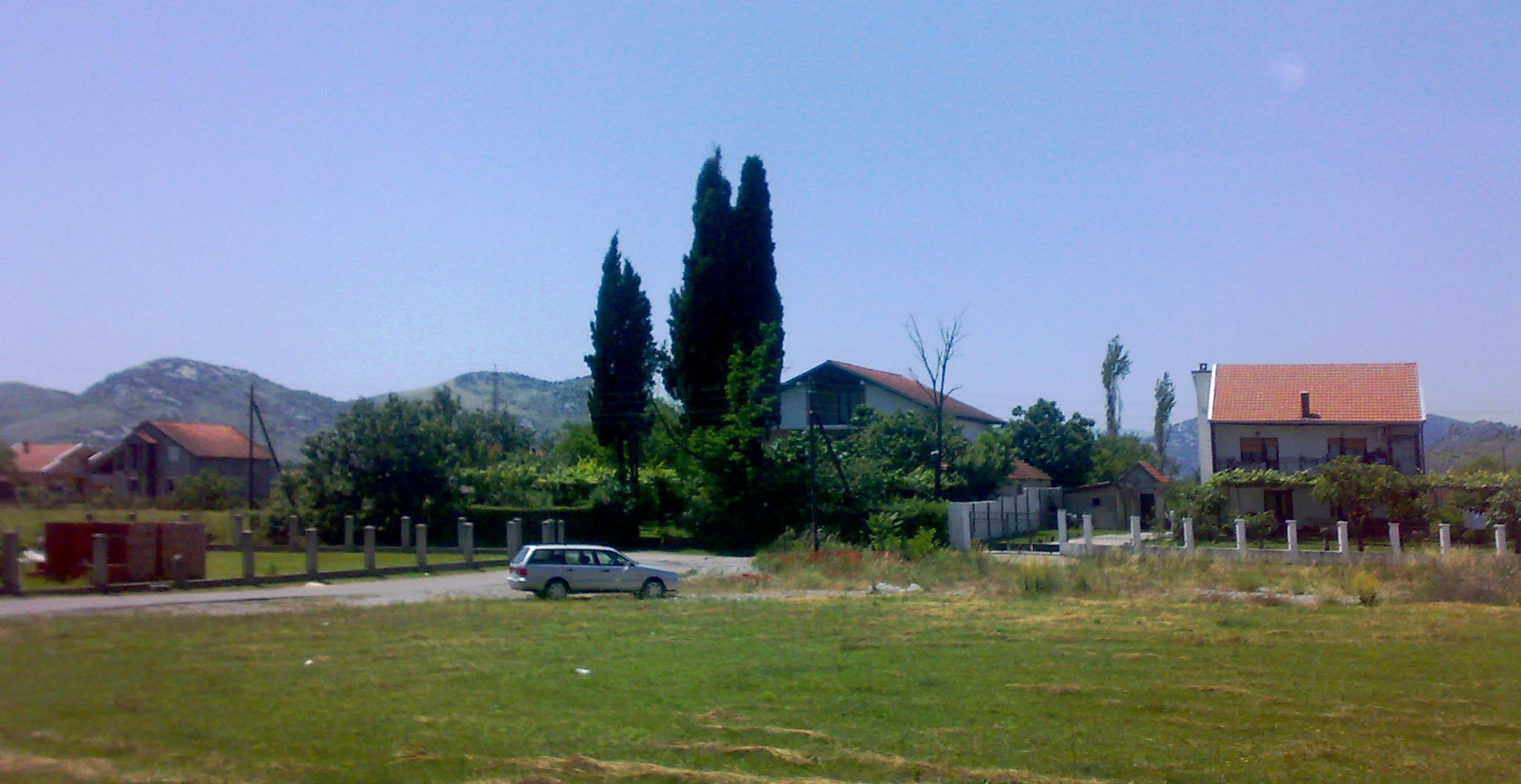

골루보브치(몬테네그로어: Golubovci, Голубовци)는 몬테네그로 포드고리차에 위치한 지방 자치체로, 도시 인구는 3,110명(2011년 인구 조사 기준), 지방 자치체 인구는 16,093명(2011년 인구 조사 기준)이며 포드고리차 도심에서 남쪽으로 15km 정도 떨어진 지점에 위치한다. 축구 클럽 FK 제타의 연고지이기도 하다.